# Podosphaera fugax
Podosphaera fugax är en svampart som först beskrevs av Penz. & Sacc., och fick sitt nu gällande namn av U. Braun & S. Takam. 2000. Podosphaera fugax ingår i släktet Podosphaera och familjen Erysiphaceae.   Inga underarter finns listade i Catalogue of Life.
I den svenska databasen Dyntaxa används istället namnet Sphaerotheca fugax för samma taxon.  Arten är reproducerande i Sverige.